# خیران
خیران (به عربی: خیران) یک شهرداری در الجزایر است که در استان خنشله واقع شده‌است. خیران ۵٬۳۵۰ نفر جمعیت دارد.